# Веддервер
Веддервер (нід. Wedderveer, нід. вимова: [ˌʋɛdərˈveːr]) — селище в нідерландській провінції Гронінген. Входить до муніципалітету Вестерволде. Його населення станом на 2017 рік складало 135 осіб.